# De (Philosophie)
De (chinesisch 德, Pinyin Dé, W.-G. Tê/Teh, Zhuyin ㄉㄜˊ, Jyutping dak1) ist ein Schlüsselbegriff der Chinesischen Philosophie und bezeichnet die Wirkkraft des Dao.

## Definition
Nach daoistischer Definition bedeutet De dasjenige, was die Wesen erhalten, um zu entstehen. Es handelt sich um die Wirkkraft des Dao, die allem, jedem Ding und Lebewesen, als natürliches Prinzip, als Gesetzmäßigkeit innewohnt und die damit seine ursprünglichen Eigenschaften formt, mit denen es sich in der phänomenalen Welt manifestiert. Das De ist tief und geheimnisvoll, es ist einfach, selbstlos und spontan, an den menschlichen Vorsatz zu Tugend und Sitte nicht gebunden. Wer ihm folgt, sich an das Wu wei bzw. Wei wu wei hält, ist im natürlichen Fluss des Yin und Yang.
Richard Wilhelm hat das Wort in Anlehnung an den Bibelvers Joh 1,4  mit LEBEN (groß geschrieben) übersetzt. In diesem Kontext hat Leben aber nicht die sprachübliche biologische, sondern eine spezifisch religiöse Bedeutung:
Im Anfang war das Wort (λόγος, Logos), und das Wort war bei Gott, und das Wort war Gott. Im Anfang war es bei Gott. Alles ist durch das Wort geworden und ohne das Wort wurde nichts, was geworden ist. In ihm war das Leben und das Leben war das Licht der Menschen. Und das Licht leuchtet in der Finsternis und die Finsternis hat es nicht erfasst.
Wilhelm vermeinte eine Analogie zu erkennen: λόγος (Wort, SINN) entspräche Dao, LEBEN entspräche De. Diese Übersetzung ist problematisch, da sie die christliche Perspektive mit einem anderen Kulturkreis vermischt oder selbigen – bewusst oder unbewusst – missionarisch umzudeuten versucht. Näher käme daher eine mögliche Übersetzung mit wahre Natur, wahres Wesen, Geist, Kraft oder Wirken, dabei nicht zu verwechseln mit Ähnlichkeiten im Konfuzianismus. Das im Zuge von eher moralischen Abhandlungen gerne für De verwendete Wort Tugend lehnte Wilhelm konsequent ab.
Henry Frederic Balfour (1846–1909) sah zur Erklärung ebenfalls Pendants aus der altgriechischen Philosophie naheliegend, einerseits „Αρετή“ (Areté) – „Tugend/Vortrefflichkeit“ (Virtue) und andererseits „Δύναμις“ (Dynamis) – „(potenzielle) Kraft“ (Energy).
Sinologen wie Ernst Schwarz und Victor H. Mair verglichen es mit der unpersönlichen, übernatürlichen, in allem wirkenden Kraft des Mana.
Im Konfuzianismus liegt der Schwerpunkt auf einer „Tugend“ und „Integrität“, die den Menschen zur gesellschaftlichen Harmonie zurückkehren und ihn zum Vorbild für seine Umgebung werden lässt.
Weitere, kontextabhängige Bedeutungen des sehr alten „Wortes“ (welches das Radikal chì 彳 „Fußschritt, gehen“ mit zhi 直 „einfach, gerade, aufrecht“ und xin 心 „Herz und Verstand, auch Herz-Geist“ verbindet) sind im „Großen chinesischen Schriftzeichenlexikon“, dem Hanyu da zidian zu finden.

## Das De im Daodejing
Eine komplexe philosophische Bedeutung erlangte der Begriff De insbesondere durch das Werk Daodejing von Laozi, der im 6. Jahrhundert vor Chr. gelebt haben soll. Das De steht dort nach dem Dao bereits im Titel des Werkes, die Kapitel 38–81 bilden darin das sogenannte Dejing.
Aus dem Dao geht zunächst das De (hier auch das Tiefe genannt) hervor. Die Entstehung der (wahrnehmbaren) Welt geht durch die Stufe einer Art ideellen Seins zum individuellen Potenzial und der realen Entwicklung aller Dinge, Wesen und natürlichen Prozesse über.
das Dau gebiert die dinge / das De erhält sie / die dingwelt formt sie / die eigenkraft vollendet sie darum gibt es kein ding / das nicht ehrte das Dau und schützte das De / geehrt wird das Dau / geschützt wird das De / weil sie nie zwingen / und immer die dinge wachsen lassen / wie es ihnen entspricht das Dau gebiert sie / das De erhält sie / läßt sie wachsen / läßt sie gedeihen / läßt sie reifen / und sich vollenden
Das Ungewordene (Wuji) ist dabei der vor dem Uranfang (Taiji) liegende Zustand des Ineinanderseins der Gegensätze. Der Ausdruck bzw. die Ausformung des De ist stets die Folge des Dao, aber nur mit der konsequenten Rückbesinnung auf das Prinzip der Einheit lässt sich eine Harmonie erreichen. Die Erkenntnis der Einfachheit (des ursprünglichen Einsseins, des sich gegenseitigen Bedingens der verschiedenen Erscheinungsformen) ermöglicht dabei, dass das De den einzelnen Menschen wesenhaft erfassen kann:
das männliche wissen / das weibliche wahren / so wird man zum strom der welt / wird man zum strom der welt / der nie das De verläßt / und rückströmt in die kindlichkeit
das lichte wissen / das dunkle wahren / so wird man zum maß der welt / wird man zum maß der welt / das nie vom De abweicht / und rückströmt in die urgründigkeit.
Wenn das De also im Bereich der Transzendenz die Rückkehr zum Ursprung ermöglicht, führt es im diesseitigen Leben zu einem ethischen, mitfühlenden Umgang mit den Menschen und der gesamten Welt:
Der Berufene hat kein eigenes Herz. / Er macht das Herz der Leute Herz zu seinem Herzen. / Zu den Guten bin ich gut, / zu den Nichtguten bin ich auch gut; / denn das De ist die Güte. / Zu den Treuen bin ich treu, / und zu den Untreuen bin ich auch treu; / denn das De ist die Treue. / Der Berufene lebt in der Welt ganz still, / und macht sein Herz für die Welt weit.
Das „Gute“ / die „Güte“ wird dabei im Sinne von „Selbstvergessenheit“ und „Selbstlosigkeit“ verstanden. Das Dao verwirklicht sich im absichtslosen Handeln von selbst.
ohne geschäftigsein, ans eine sich haltend / kann die seele sich dann noch zerstreuen?
die atemkraft sammelnd, geschmeidig werdend / kann man nicht rückkehren zum kindsein?
den blick läuternd zur schau des tiefen / kann man nicht frei werden von unreinheit?
das volk lieben, den staat ordnen / braucht man dazu wissen?
kann sich öffnen und schließen das himmelstor / ohne das weibliche?
klarheit, die alles ringsum erreicht / braucht sie denn tätigsein?
der weise läßt sie wachsen und nährt sie / läßt die dinge wachsen und besitzt sie nicht / tut und verlangt nichts für sich / behüter, nicht beherrscher / das sei genannt Hsüen De – das tiefste De

## Das De bei Zhuangzi
Um 365 vor Chr. bis 290 vor Chr. lebte Zhuangzi, der in seinem Werk Das wahre Buch vom südlichen Blütenland das De und sein Verhältnis zum Dao und zum Einen beschrieb:
Im Uranfang war das Nicht-Sein des Nicht-Seins, war das Unnennbare. Daraus erhob sich das Eine. Dieses Eine – in seinem Dasein, aber noch ohne Form, das die Dinge bekommen müssen, um erzeugt werden zu können – heißt De. Was noch keine Form hat und, obwohl in ihm schon Teile angelegt sind, doch noch keine Geschiedenheiten aufweist, heißt der Begriff. Was in seinem Beharren und Bewegen die Dinge erzeugt und in den fertigen Dingen ihr immanentes Gesetz erzeugt, heißt die Form. Körperliche Form, die Geistiges schützend umfaßt, so daß beides seine besondere Wirkungsweise zeigt, heißt Natur. Wird die Natur gepflegt, so kehrt sie zurück zum De. Dieses De auf seiner höchsten Stufe stimmt überein mit jenem Uranfänglichen. In dieser Übereinstimmung erweist es sich als jenseitig. In seiner Jenseitigkeit erweist es sich als groß. Es schließt sich der Außenwelt gegenüber ab. Ist es der Außenwelt gegenüber abgeschlossen, so wird es eins mit den Kräften des Himmels und der Erde. Diese Vereinigung ist verdeckt. Sie erscheint wie Torheit, erscheint wie Bewußtlosigkeit. Das ist das mystische De, das übereinstimmt mit dem großen Sich-Auswirkenden.
Alle Dinge, die jenseits sind vom Bestehen und Vergehen, kehren zurück zur Aufhebung in der Einheit. Aber nur der Schauende kennt diese Aufhebung in der Einheit. Er entfaltet keine Tätigkeit vom Standpunkt seines Ichs aus, sondern beruhigt sich beim allgemein Anerkannten. Das allgemein Anerkannte ermöglicht (ungehinderte Tätigkeit), diese Tätigkeit ermöglicht Fortschritt ohne Haften, dieser Fortschritt führt zur Erlangung des De; wer das De erlangt hat, der ist am Ziel. Zu Ende ist für ihn die subjektive Bedingtheit. Er ist zu Ende und weiß nichts mehr vom So-Sein; das ist das Dao.

## Das De im Konfuzianismus
Im Konfuzianismus wird die universalisierte Mystik des De zu einer Art von ritueller „Tugend“, „Sitte“ und „persönlicher Haltung“, die beim Menschen eine strenge Kultivierung des Selbst voraussetzt. Mit dem Gehorsam gegenüber vielfältig definierten und kodierten Regeln, welche z. B. die gütige Menschlichkeit (仁, ren), Rechtschaffenheit (義, yi), Pietät der Kinder (孝, xiào), Loyalität (忠, zhōng) sowie moralischen Anstand im Sinne der Riten (禮, li) betreffen, wird in der Summe der so gewonnenen Werte das De gesteigert, wird eine ideale, harmonische Gesellschaft angestrebt. Letztlich wurde der von Konfuzius beabsichtigte Humanismus zu einem durchstrukturierten, ideell gefestigten und ritualisierten Beamtenstaat innerhalb einer feudalistischen Ordnung; das Dao wird dabei quasi durch den junzi (君子), die Führerfigur eines (dieser Art von De entsprechenden) „überlegenen Menschen“ ersetzt, der in seiner höchsten Stufe über das „Mandat des Himmels“ verfügt.
Der Fürst, der sein Land regiert mit Tugend, gleicht dem Polarstern. Selbst ruhend, wird von allen Sternen er umkreist.
Und Konfuzius fand ein Beispiel für das, was er Zhì Dé (至德), den Gipfel des erreichbaren De nannte:
Die Tugendhaftigkeit des Hauses Dschou [Zhou] – der Tugend Gipfel [至德] kann man sie nur nennen.
Mit den Legalisten wandelte sich der Ethos des De dann zum Zwang der Gesetze und zur „Untertanentugend“, während der Kaiser das „Himmelsmandat“ automatisch für sich beanspruchte.

## Differenzen im Verständnis des De
Konflikte der daoistischen Philosophie mit der konfuzianischen Weltanschauung waren vorbestimmt, denn:

„das höchste De [上德] weiß nichts vom De
so bleibt das De erhalten
das niedre De [下德] will erhalten sein De
so geht sein De verloren“

Xiaojiao Cui (2023) weist darauf hin, dass den Daoisten eine unterschiedliche, gegliederte Auffassung des De wichtig war, nämlich bewusst von der ethisch-moralischen „Strahlenden (hellen) Tugend“ (Míng Dé, 明德) der Zhou-Dynastie bzw. der Konfuzianer abgesetzt. Daher gab es neben dem Guǎng Dé (廣德, das Großzügige De) und dem Jiàn Dé (建德, das Standhafteste De) das Shàng Dé (上德, das Höchste De), welches bereits sehr nahe der „Tiefsten, dunklen Wirksamkeit“ (Xuán Dé, 玄德) ist. Bei Zhuangzi taucht dazu wieder regelmäßig, aber anders als bei Konfuzius gedeutet, der Begriff des Zhì Dé (至德, das Vollkommenste De) auf. Beachtet man selbige nicht oder folgt stattdessen nur dem „Niederen De“ (Xià Dé, 下德), stellt man Riten, Regeln und Gesetze oder sich selbst in den Vordergrund, sind nach Ansicht der Daoisten die Konsequenzen für die menschliche Gesellschaft erheblich:

„so ging das Dau verloren
ihm folgte das De
dann ging das De verloren
ihm folgte die güte
dann ging die güte verloren
ihr folgte die rechtschaffenheit
dann ging die rechtschaffenheit verloren
und ihr folgten die riten
die riten verdarben treue und vertrauen
und die wirrnis erhob ihr haupt“

Der Übersetzer, Ernst Schwarz, führt als Kommentar hierzu an: „Das Qualitätslose, das Dau, das sich doch nur negativ bestimmen läßt, wird im De zwar qualitativ bestimmbar, aber das höchste De ist sich seiner Einzelheit noch nicht bewußt. Es vermag wie das Dau des Weisen zu handeln ohne streit (vgl. Kap. 81). Erst mit der Abgrenzung des De im Einzelwesen beginnt es »Überflüssiges« zu tun. Die Begierde, seine Einzelexistenz zu wahren, setzt es den anderen Dingen antagonistisch gegenüber. Darum führen nun seine Handlungen zur Unruhe. […] Das Bewußtsein der Einzelexistenz setzt die Erkenntnis der Existenz anderer Einzelwesen voraus und zwingt zu einer wertenden Einstellung diesen gegenüber. Ebenso ist bewußte rechtschaffenheit von der Erkenntnis oder Vorstellung der Unrechtmäßigkeit abhängig. In dieser nunmehr feindlich gewordenen, ruhelosen Welt erstarren die Differenzierungen, die namen, selbstherrlich im Ritual (der feudalistischen Ordnung), das, Gehorsam erzwingend, den Ungehorsamen bereits stillschweigend anerkennt. Die rechtschaffenheit als erzwungene Verhaltensweise hebt die natürliche Willensfreiheit des De als gemeinnützige Kraft einer egalitären Gesellschaft vollends auf.“
In der Lesart des Huang-Lao-Daoismus findet sich im Yin Wen zi, Teil der Jixia-Akademie des Staates Qi, zum Kapitel 38 der folgende Kommentar:
Wenn das Dao zum Ordnen nicht ausreicht, so benutze man Gesetze (fa). Wenn Gesetze zurm Ordnen nicht ausreichen, so benutze man Macht (quan). Wenn Macht zur Ordnung nicht ausreicht, so benutze man Einfluß (shi). Wird Einfluß gebraucht, schlägt er um in Macht. Wird Macht gebraucht, schlägt sie um in Techniken. Werden Techniken gebraucht, schlagen sie um in Gesetze. Werden Gesetze gebraucht, schlagen sie um ins dao. Wird das dao gebraucht, so kommt, ohne Handeln, die Ordnung von selbst.
Damit war die Verbindung zum Legalismus und dem Daodejing-Kommentator Han Fei geschaffen, der in der Zeit der Streitenden Reiche begründete, dass der Einsatz von harter staatlicher Gewalt schon bei kleinen Fehlern oder Vergehen legitimiert sei, weil nur dadurch größere vermieden werden könnten. Diese Form des erzwungenen „Nicht(zuwider)handelns“ war eine ideologische Grundlage der Diktatur des Qin Shi Huangdi, der sich selbst als Nachfolger des Huangdi betrachtete und zum „Ersten erhabenen Gottkaiser“ Chinas erklärte (und dabei auch das Reich Qi kriegerisch eroberte und Han Fei in Gefangenschaft sterben ließ). Diese Auslegung war das Gegenteil der Ansichten, die sich bei Laozi und Konfuzius fanden:
Wenn man das Volk mit Dekreten lenkt und mit Strafmaßnahmen in Bann hält, so wird es den Strafen zu entgehen versuchen und doch keine Scham kennen. Lenkt man es aber mit De – mit Tugend –, so wird es nicht nur Scham kennen, sondern auch Charakter haben.
Dieser Mahnung setzte Shihuangdi die Bücherverbrennung und das Begraben von Gelehrten bei lebendigem Leibe entgegen, was hauptsächlich Konfuzianer betraf, deren Bücher noch für Jahrhunderte verboten blieben.